# Tânganu
Tânganu es una localidad rumana de la comuna de Cernica, en el condado de Ilfov.

## Historia
Hacia finales del siglo XIX, la localidad, que ya por entonces pertenecía al condado de Ilfov, formaba parte de la antigua comuna homónima de Tînganu y tenía contabilizada una población de 811 habitantes.
En la segunda mitad del siglo XX había pasado a formar parte de la comuna de Cernica. En el censo de 2021 la localidad tenía una población de 3255 habitantes.